# 타이거 필드
타이거 필드(Tiger Field)는 캘리포니아 레딩에 위치한 미국 서부의 전 마이너 리그 야구 경기장이다. 1923년에 문을 연 여름 대학 레딩 콜트 45s(Redding Colt 45s)의 홈구장이다. 야구장의 이름은 첫 입주자인 세미프로 레딩 타이거스의 이름을 따서 명명되었다. 타이거 필드는 마켓 스트리트와 사이프레스 에이브 모퉁이에 있다.
경기장은 수년에 걸쳐 많은 개조 공사를 거쳤다. 1940년대와 1950년대에는 경기장에 커다란 나무 관람석이 있었다. 레딩 브라운스가 접힌 후 언젠가 관중석이 무너지고 홈 플레이트의 현재 위치가 중견수의 원래 위치에 있도록 경기장 방향이 바뀌었다.
2016년에 경기장은 대대적인 업그레이드와 페이스 리프트를 받았다. 잔디를 다시 깔고 백스톱을 올리고 새로운 백스톱 네트를 설치하고 캘리포니아 주 바카빌에 있는 이전 트래비스 크레디트 유니언 파크의 새 경기장 좌석을 설치하고 덕아웃을 개조 및 확장했다.